# ۱۹۰۵

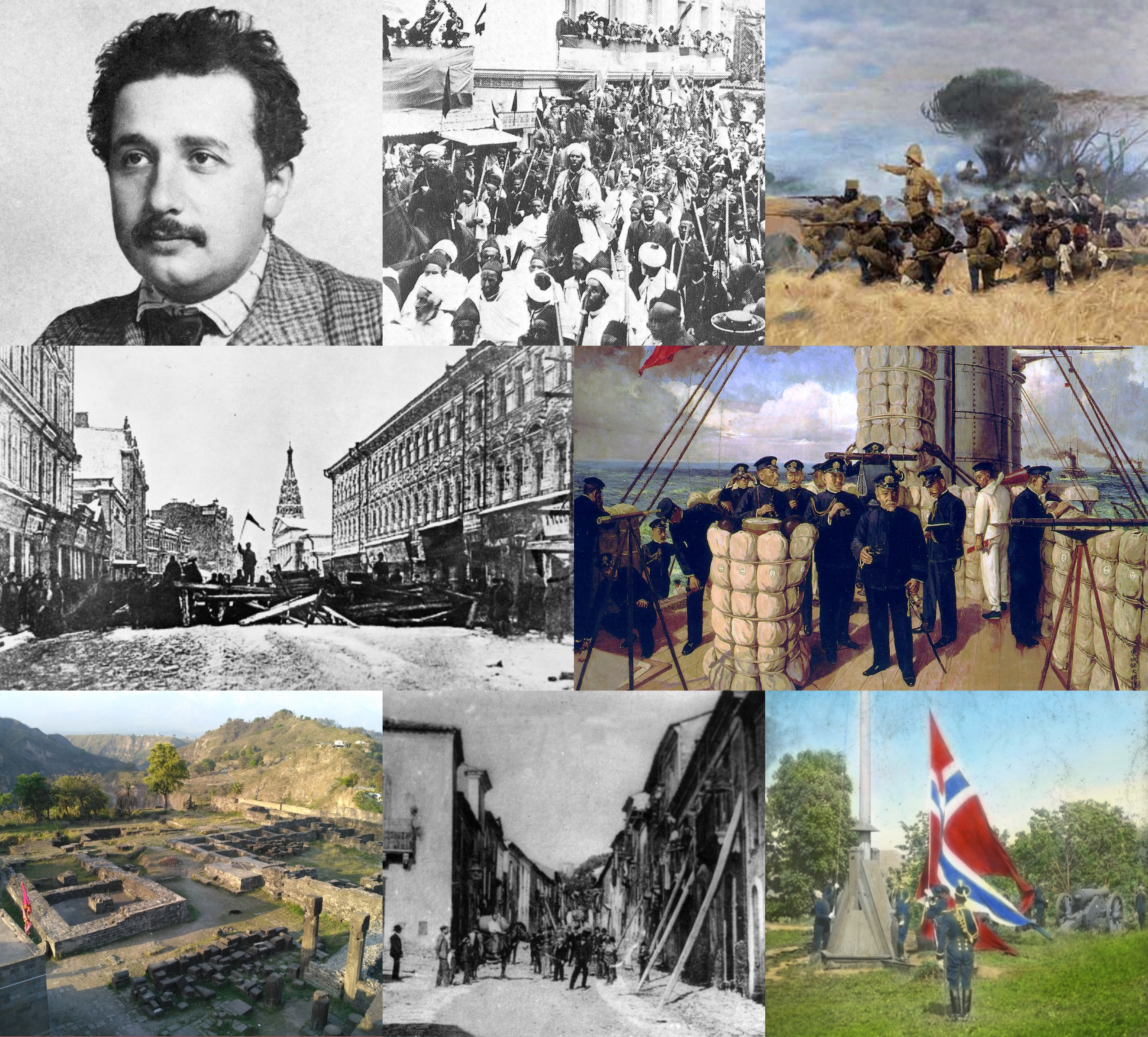

## رویدادها
- ۷ ژوئن - جدایی صلح‌آمیز نروژ از سوئد

- انقلاب ۱۹۰۵ روسیه
- ۲۷ و ۲۸ می: نبرد تسوشیما

## زادروزها
- ۱۷ ژانویه – گیرمو استابیله، بازیکن فوتبال آرژانتینی (د. ۱۹۶۶)
- ۲۹ ژانویه – بارنت نیومن، هنرمند، نقاش، و مجسمه‌ساز آمریکایی (د. ۱۹۷۰)
- ۱ فوریه – امیلیو سگره، فیزیک‌دان آمریکایی (د. ۱۹۸۹)
- ۱۴ فوریه – تلما ریتر، بازیگر آمریکایی (د. ۱۹۶۹)
- ۲۷ فوریه – فرانکوت تون، بازیگر و کارگردان آمریکایی (د. ۱۹۶۸)
- ۱۰ مارس – ریچارد هایدن، بازیگر و کارگردان بریتانیایی (د. ۱۹۸۵)
- ۱۹ مارس - آلبرت اشپر، معمار و سیاست‌مدار آلمانی و وزیر تسلیحات و تولید نظامی رایش سوم
- ۲۳ مارس – لاله آندرسن، خواننده-ترانه‌سرا، بازیگر، و خواننده آلمانی (د. ۱۹۷۲)
- ۲۴ مه - میخائیل شولوخف، نویسنده روسی.
- ۷ ژوئن – جیم جی برادوک، بوکسور آمریکایی (د. ۱۹۷۴)
- ۱۹ ژوئن – میلدرد ناتویک، بازیگر آمریکایی (د. ۱۹۹۴)
- ۲ اوت – میرنا لوی، بازیگر آمریکایی (د. ۱۹۹۳)
- ۵ اوت - آرتیوم میکویان، از بنیانگذاران شرکت هوافضایی میگ
- ۸ اوت – آندره ژولیوه، آهنگساز فرانسوی (د. ۱۹۷۴)
- ۹ اوت – لئو گن، بازیگر بریتانیایی (د. ۱۹۷۸)
- ۳ سپتامبر – کارل دیوید اندرسون، فیزیک‌دان آمریکایی (د. ۱۹۹۱)
- ۷ اکتبر – اندی دیواین، بازیگر آمریکایی (د. ۱۹۷۷)
- ۵ نوامبر – سید سجاد ظهیر، نویسنده و سیاست‌مدار هندی (د. ۱۹۷۳)
- ۸ دسامبر – فرانک فیلن، بازیگر آمریکایی (د. ۱۹۸۵)
- ۱۱ دسامبر – گیلبرت رولان، بازیگر آمریکایی (د. ۱۹۹۴)

## درگذشت‌ها
- ۱۴ ژانویه – ارنست کارل آبه، فیزیک‌دان و ستاره‌شناس آلمانی (ز. ۱۸۴۰)
- ۱۲ فوریه – مارسل شووب، شاعر فرانسوی (ز. ۱۸۶۷)
- ۶ مارس – جان اچ. ریگان، سیاست‌مدار و وکیل آمریکایی (ز. ۱۸۱۸)
- ۷ ژوئن – کارل کلنر، شیمی‌دان اتریشی (ز. ۱۸۵۱)
- ۱ ژوئیه – جان هی، نویسنده و دیپلمات آمریکایی (ز. ۱۸۳۸)
- ۱۳ اکتبر – هنری ایروینگ، بازیگر بریتانیایی (ز. ۱۸۳۸)